# Paulás Tibor
Paulás Tibor (Diósgyőr, 1931. október 1. – ?, 2004. szeptember 15.) labdarúgó, hátvéd.

## Pályafutása
1955 februárjáig a Debreceni Honvéd játékosa volt. 1955. június 19-én mutatkozott be az élvonalban a Szolnoki Légierő csapatában a Pécsi Dózsa ellen, ahol csapata 1–0-s vereséget szenvedett. 1956 és 1964 között a Diósgyőri VTK labdarúgója volt. Az élvonalban 130 bajnoki mérkőzésen szerepelt és két gólt szerzett. Tagja volt az 1959–60-ban bajnoki ötödik helyezést elért csapatnak, amely ezzel a vidék legjobbja volt. 1958-ban egy alkalommal szerepelt a magyar B-válogatottban.

## Sikerei, díjai
- Magyar bajnokság
  - 5.: 1959–60